# Robert Trémollières
Robert Trémollières, né le 10 septembre 1911 à Cahors et décédé le 10 mai 1999 à Paris 12e, est un homme politique français.

## Mandats électifs
- Député de la vingt-quatrième circonscription de Paris (1963-1967)